# Férfi egyéni kardvívás az 1908. évi nyári olimpiai játékokon
A Londonban megrendezett 1908. évi nyári olimpiai játékokon a férfi egyéni kardvívás egyike volt a 4 vívószámnak. 76 induló volt 11 nemzetből a versenyen.

## Eredmények

### Első kör

#### A csoport
| Helyezés | Vívó                    | Nemzetiség           | Nyert párbaj | Vesztett párbaj |
| -------- | ----------------------- | -------------------- | ------------ | --------------- |
| 1        | Siegfried Flesch        | Ausztria (AUT)       | 5            | 0               |
| 2        | Jetze Doorman           | Hollandia (NED)      | 3            | 2               |
| 2        | Vlastimil Lada-Sázavský | Cseh Királyság (BOH) | 3            | 2               |
| 4        | Jean de Mas Latrie      | Franciaország (FRA)  | 2            | 3               |
| 5        | Henri Six               | Belgium (BEL)        | 1            | 4               |
| 5        | Jaroslav Šourek-Tucek   | Cseh Királyság (BOH) | 1            | 4               |

#### B csoport
| Helyezés | Vívó                 | Nemzetiség           | Nyert párbaj | Vesztett párbaj |
| -------- | -------------------- | -------------------- | ------------ | --------------- |
| 1        | Otakar Lada          | Cseh Királyság (BOH) | 3            | 1               |
| 2        | Arthur Murray        | Nagy-Britannia (GBR) | 2            | 2               |
| 2        | Tóth Péter           | Magyarország (HUN)   | 2            | 2               |
| 2        | Joseph Van der Voodt | Belgium (BEL)        | 2            | 2               |
| 5        | Johannes Adam        | Nagy-Britannia (GBR) | 1            | 3               |

| Helyezés | Vívó                 | Nemzetiség           | Nyert párbaj | Vesztett párbaj |
| -------- | -------------------- | -------------------- | ------------ | --------------- |
| 2        | Tóth Péter           | Magyarország (HUN)   | 1            | 0               |
| 2        | Joseph Van der Voodt | Belgium (BEL)        | 1            | 0               |
| 4        | Arthur Murray        | Nagy-Britannia (GBR) | 0            | 2               |

#### C csoport
| Helyezés | Vívó               | Nemzetiség           | Nyert párbaj | Vesztett párbaj |
| -------- | ------------------ | -------------------- | ------------ | --------------- |
| 1        | Alfred Labouchere  | Hollandia (NED)      | 4            | 1               |
| 2        | Étienne Grade      | Belgium (BEL)        | 3            | 2               |
| 2        | Fritz Jack         | Németország (GER)    | 3            | 2               |
| 2        | Jean-Joseph Renaud | Franciaország (FRA)  | 3            | 2               |
| 5        | Dino Diana         | Olaszország (ITA)    | 2            | 3               |
| 6        | Douglas Godfree    | Nagy-Britannia (GBR) | 0            | 5               |

| Helyezés | Vívó               | Nemzetiség          | Nyert párbaj | Vesztett párbaj |
| -------- | ------------------ | ------------------- | ------------ | --------------- |
| 2        | Étienne Grade      | Belgium (BEL)       | 1            | 0               |
| 2        | Fritz Jack         | Németország (GER)   | 1            | 0               |
| 4        | Jean-Joseph Renaud | Franciaország (FRA) | 0            | 2               |

#### D csoport
| Helyezés | Vívó               | Nemzetiség           | Nyert párbaj | Vesztett párbaj |
| -------- | ------------------ | -------------------- | ------------ | --------------- |
| 1        | William Marsh      | Nagy-Britannia (GBR) | 3            | 1               |
| 2        | René Lateux        | Franciaország (FRA)  | 2            | 2               |
| 2        | Julius Lichtenfels | Németország (GER)    | 2            | 2               |
| 2        | Richard Schoemaker | Hollandia (NED)      | 2            | 2               |
| 5        | Harald Krenchel    | Dánia (DEN)          | 1            | 3               |

| Helyezés | Vívó               | Nemzetiség          | Nyert párbaj | Vesztett párbaj |
| -------- | ------------------ | ------------------- | ------------ | --------------- |
| 2        | René Lateux        | Franciaország (FRA) | 1            | 0               |
| 2        | Richard Schoemaker | Hollandia (NED)     | 1            | 0               |
| 4        | Julius Lichtenfels | Németország (GER)   | 0            | 2               |

#### E csoport
| Place | Fencer                   | Nation              | Wins | Losses |
| ----- | ------------------------ | ------------------- | ---- | ------ |
| 1     | Arie de Jong             | Hollandia (NED)     | 2    | 1      |
| 1     | Alessandro Pirzio Biroli | Olaszország (ITA)   | 2    | 1      |
| 1     | Einar Schwartz-Nielsen   | Dánia (DEN)         | 2    | 1      |
| 4     | Georges Langevin         | Franciaország (FRA) | 0    | 3      |

#### F csoport
| Helyezés | Vívó                  | Nemzetiség          | Nyert párbaj | Vesztett párbaj |
| -------- | --------------------- | ------------------- | ------------ | --------------- |
| 1        | Georges de la Falaise | Franciaország (FRA) | 3            | 1               |
| 1        | Szántay Jenő          | Magyarország (HUN)  | 3            | 1               |
| 3        | August Petri          | Németország (GER)   | 2            | 2               |
| 3        | Antoine van Tomme     | Belgium (BEL)       | 2            | 2               |
| 5        | Jacob van Löben Sels  | Hollandia (NED)     | 0            | 4               |

| Helyezés | Vívó              | Nemzetiség        | Nyert párbaj | Vesztett párbaj |
| -------- | ----------------- | ----------------- | ------------ | --------------- |
| 3        | August Petri      | Németország (GER) | 1            | 0               |
| 4        | Antoine van Tomme | Belgium (BEL)     | 0            | 1               |

#### G csoport
| Helyezés | Vívó                  | Nemzetiség           | Nyert párbaj | Vesztett párbaj |
| -------- | --------------------- | -------------------- | ------------ | --------------- |
| 1        | Földes Dezső          | Magyarország (HUN)   | 5            | 0               |
| 2        | Sante Ceccherini      | Olaszország (ITA)    | 4            | 1               |
| 3        | Richard Badman        | Nagy-Britannia (GBR) | 2            | 3               |
| 3        | Lion van Minden       | Hollandia (NED)      | 2            | 3               |
| 5        | Jakob Erkrath de Bary | Németország (GER)    | 1            | 4               |
| 5        | Ismaël de Lesseps     | Franciaország (FRA)  | 1            | 4               |

| Helyezés | Vívó            | Nemzetiség           | Nyert párbaj | Vesztett párbaj |
| -------- | --------------- | -------------------- | ------------ | --------------- |
| 3        | Richard Badman  | Nagy-Britannia (GBR) | 1            | 0               |
| 4        | Lion van Minden | Hollandia (NED)      | 0            | 1               |

#### H csoport
| Helyezés | Vívó                      | Nemzetiség             | Nyert párbaj | Vesztett párbaj |
| -------- | ------------------------- | ---------------------- | ------------ | --------------- |
| 1        | Marcello Bertinetti       | Olaszország (ITA)      | 4            | 1               |
| 1        | Bertrand Marie de Lesseps | Franciaország (FRA)    | 4            | 1               |
| 3        | Zulawszky Béla            | Magyarország (HUN)     | 3            | 2               |
| 4        | Robert Krünert            | Németország (GER)      | 2            | 3               |
| 4        | Charles Wilson            | Nagy-Britannia (GBR)   | 2            | 3               |
| 6        | Walter Gates              | Dél-afrikai Unió (RSA) | 0            | 5               |

#### I csoport
| Helyezés | Vívó                    | Nemzetiség           | Nyert párbaj | Vesztett párbaj |
| -------- | ----------------------- | -------------------- | ------------ | --------------- |
| 1        | Gerde Oszkár            | Magyarország (HUN)   | 4            | 1               |
| 1        | Lauritz Østrup          | Dánia (DEN)          | 4            | 1               |
| 3        | Willem van Blijenburgh  | Hollandia (NED)      | 3            | 2               |
| 4        | André du Bosch          | Belgium (BEL)        | 2            | 3               |
| 4        | Alfred Keene            | Nagy-Britannia (GBR) | 2            | 3               |
| 6        | Joseph de Saint Brisson | Franciaország (FRA)  | 0            | 5               |

#### J csoport
| Helyezés | Vívó                       | Nemzetiség           | Nyert párbaj | Vesztett párbaj |
| -------- | -------------------------- | -------------------- | ------------ | --------------- |
| 1        | Vilém Goppold von Lobsdorf | Cseh Királyság (BOH) | 7            | 0               |
| 2        | Paul Anspach               | Belgium (BEL)        | 5            | 2               |
| 2        | Apáthy Jenő                | Magyarország (HUN)   | 5            | 2               |
| 4        | Edward Brookfield          | Nagy-Britannia (GBR) | 3            | 4               |
| 4        | Johan van Schreven         | Hollandia (NED)      | 3            | 4               |
| 6        | Pietro Sarzano             | Olaszország (ITA)    | 2            | 4               |
| 6        | Georg Stöhr                | Németország (GER)    | 2            | 4               |
| 8        | Jean Mikorski              | Franciaország (FRA)  | 2            | 5               |

#### K csoport
| Helyezés | Vívó                 | Nemzetiség           | Nyert párbaj | Vesztett párbaj |
| -------- | -------------------- | -------------------- | ------------ | --------------- |
| 1        | Fuchs Jenő           | Magyarország (HUN)   | 5            | 0               |
| 2        | Gustaaf van Hulstijn | Hollandia (NED)      | 4            | 1               |
| 3        | Vilém Tvrzský        | Cseh Királyság (BOH) | 3            | 2               |
| 4        | Arolodo Pinelli      | Olaszország (ITA)    | 2            | 3               |
| 5        | Ernst Moldenhauer    | Németország (GER)    | 1            | 4               |
| 6        | Lockhart Leith       | Nagy-Britannia (GBR) | 0            | 5               |

#### L csoport
| Helyezés | Vívó              | Nemzetiség           | Nyert párbaj | Vesztett párbaj |
| -------- | ----------------- | -------------------- | ------------ | --------------- |
| 1        | George van Rossem | Hollandia (NED)      | 4            | 1               |
| 2        | Charles Notley    | Nagy-Britannia (GBR) | 3            | 2               |
| 2        | Bedrich Schejbal  | Cseh Királyság (BOH) | 3            | 2               |
| 2        | Louis Chapuis     | Franciaország (FRA)  | 3            | 2               |
| 5        | Alexis Simonson   | Belgium (BEL)        | 2            | 3               |
| 6        | Albert Naumann    | Németország (GER)    | 0            | 5               |

| Helyezés | Vívó             | Nemzetiség           |
| -------- | ---------------- | -------------------- |
| 2        | Charles Notley   | Nagy-Britannia (GBR) |
| 2        | Bedrich Schejbal | Cseh Királyság (BOH) |
| 4        | Louis Chapuis    | Franciaország (FRA)  |

#### M csoport
| Helyezés | Vívó                   | Nemzetiség           | Nyert párbaj | Vesztett párbaj |
| -------- | ---------------------- | -------------------- | ------------ | --------------- |
| 1        | Werkner Lajos          | Magyarország (HUN)   | 5            | 1               |
| 2        | Riccardo Nowak         | Olaszország (ITA)    | 4            | 2               |
| 2        | Emil Schön             | Németország (GER)    | 4            | 2               |
| 4        | Marc Perrodon          | Franciaország (FRA)  | 3            | 3               |
| 5        | Jan de Beaufort        | Hollandia (NED)      | 2            | 4               |
| 5        | František Šourek-Tuček | Cseh Királyság (BOH) | 2            | 4               |
| 7        | Anthony Chalke         | Nagy-Britannia (GBR) | 1            | 5               |

### Második kör

#### A csoport
| Helyezés | Vívó               | Nemzetiség           | Nyert párbaj | Vesztett párbaj |
| -------- | ------------------ | -------------------- | ------------ | --------------- |
| 1        | Fuchs Jenő         | Magyarország (HUN)   | 3            | 1               |
| 2        | Étienne Grade      | Belgium (BEL)        | 2            | 2               |
| 2        | Charles Notley     | Nagy-Britannia (GBR) | 2            | 2               |
| 2        | Richard Schoemaker | Hollandia (NED)      | 2            | 2               |
| 5        | René Lateux        | Franciaország (FRA)  | 1            | 3               |

| Place | Fencer             | Nation               | Wins | Losses |
| ----- | ------------------ | -------------------- | ---- | ------ |
| 2     | Charles Notley     | Nagy-Britannia (GBR) | 2    | 0      |
| 3     | Étienne Grade      | Belgium (BEL)        | 0    | 1      |
| 3     | Richard Schoemaker | Hollandia (NED)      | 0    | 1      |

#### B csoport
| Helyezés | Vívó              | Nemzetiség           | Nyert párbaj | Vesztett párbaj |
| -------- | ----------------- | -------------------- | ------------ | --------------- |
| 1        | Werkner Lajos     | Magyarország (HUN)   | 4            | 0               |
| 2        | Földes Dezső      | Magyarország (HUN)   | 3            | 1               |
| 3        | George van Rossem | Hollandia (NED)      | 2            | 2               |
| 4        | Richard Badman    | Nagy-Britannia (GBR) | 1            | 3               |
| 5        | Fritz Jack        | Németország (GER)    | 1            | 3               |

#### C csoport
| Helyezés | Vívó                       | Nemzetiség           | Nyert párbaj | Vesztett párbaj |
| -------- | -------------------------- | -------------------- | ------------ | --------------- |
| 1        | Vilém Goppold von Lobsdorf | Cseh Királyság (BOH) | 3            | 1               |
| 1        | Joseph Van der Voodt       | Belgium (BEL)        | 3            | 1               |
| 3        | William Marsh              | Nagy-Britannia (GBR) | 2            | 2               |
| 4        | Arie de Jong               | Hollandia (NED)      | 1            | 3               |
| 4        | Riccardo Nowak             | Olaszország (ITA)    | 1            | 3               |

#### D csoport
| Helyezés | Vívó                      | Nemzetiség           | Nyert párbaj | Vesztett párbaj |
| -------- | ------------------------- | -------------------- | ------------ | --------------- |
| 1        | Bertrand Marie de Lesseps | Franciaország (FRA)  | 3            | 0               |
| 2        | Zulawszky Béla            | Magyarország (HUN)   | 2            | 1               |
| 3        | Bedrich Schejbal          | Cseh Királyság (BOH) | 1            | 2               |
| 4        | Vilém Tvrzský             | Cseh Királyság (BOH) | 0            | 3               |

#### E csoport
| Helyezés | Vívó             | Nemzetiség           | Nyert párbaj | Vesztett párbaj |
| -------- | ---------------- | -------------------- | ------------ | --------------- |
| 1        | Gerde Oszkár     | Magyarország (HUN)   | 4            | 0               |
| 2        | Sante Ceccherini | Olaszország (ITA)    | 3            | 1               |
| 3        | Otakar Lada      | Cseh Királyság (BOH) | 2            | 2               |
| 4        | Emil Schön       | Németország (GER)    | 1            | 3               |
| 5        | Paul Anspach     | Belgium (BEL)        | 0            | 4               |

#### F csoport
| Helyezés | Vívó                   | Nemzetiség         | Nyert párbaj | Vesztett párbaj |
| -------- | ---------------------- | ------------------ | ------------ | --------------- |
| 1        | Tóth Péter             | Magyarország (HUN) | 4            | 0               |
| 2        | Szántay Jenő           | Magyarország (HUN) | 3            | 1               |
| 3        | Willem van Blijenburgh | Hollandia (NED)    | 1            | 3               |
| 3        | Siegfried Flesch       | Ausztria (AUT)     | 1            | 3               |
| 3        | Alfred Labouchere      | Hollandia (NED)    | 1            | 3               |

#### G csoport
| Helyezés | Vívó                     | Nemzetiség           | Nyert párbaj | Vesztett párbaj |
| -------- | ------------------------ | -------------------- | ------------ | --------------- |
| 1        | Marcello Bertinetti      | Olaszország (ITA)    | 4            | 0               |
| 2        | Jetze Doorman            | Hollandia (NED)      | 2            | 2               |
| 2        | August Petri             | Németország (GER)    | 2            | 2               |
| 4        | Vlastimil Lada-Sázavský  | Cseh Királyság (BOH) | 1            | 3               |
| 4        | Alessandro Pirzio Biroli | Olaszország (ITA)    | 1            | 3               |

| Helyezés | Vívó          | Nemzetiség        | Nyert párbaj | Vesztett párbaj |
| -------- | ------------- | ----------------- | ------------ | --------------- |
| 2        | Jetze Doorman | Hollandia (NED)   | 1            | 0               |
| 3        | August Petri  | Németország (GER) | 0            | 1               |

#### H csoport
| Helyezés | Vívó                   | Nemzetiség          | Nyert párbaj | Vesztett párbaj |
| -------- | ---------------------- | ------------------- | ------------ | --------------- |
| 1        | Apáthy Jenő            | Magyarország (HUN)  | 2            | 1               |
| 1        | Georges de la Falaise  | Franciaország (FRA) | 2            | 1               |
| 1        | Lauritz Østrup         | Dánia (DEN)         | 2            | 1               |
| 4        | Einar Schwartz-Nielsen | Dánia (DEN)         | 0            | 3               |

| Helyezés | Vívó                  | Nemzetiség          | Nyert párbaj | Vesztett párbaj |
| -------- | --------------------- | ------------------- | ------------ | --------------- |
| 1        | Georges de la Falaise | Franciaország (FRA) | 2            | 0               |
| 2        | Lauritz Østrup        | Dánia (DEN)         | 1            | 1               |
| 3        | Apáthy Jenő           | Magyarország (HUN)  | 0            | 2               |

### Elődöntő

#### Első elődöntő
| Helyezés | Vívó                      | Nemzetiség           | Nyert párbaj | Vesztett párbaj |
| -------- | ------------------------- | -------------------- | ------------ | --------------- |
| 1        | Fuchs Jenő                | Magyarország (HUN)   | 6            | 1               |
| 2        | Werkner Lajos             | Magyarország (HUN)   | 5            | 2               |
| 3        | Georges de la Falaise     | Franciaország (FRA)  | 4            | 3               |
| 3        | Szántay Jenő              | Magyarország (HUN)   | 4            | 3               |
| 5        | Marcello Bertinetti       | Olaszország (ITA)    | 3            | 4               |
| 5        | Földes Dezső              | Magyarország (HUN)   | 3            | 4               |
| 7        | Charles Notley            | Nagy-Britannia (GBR) | 2            | 5               |
| 8        | Bertrand Marie de Lesseps | Franciaország (FRA)  | 1            | 6               |

#### Második elődöntő
| Helyezés | Vívó                       | Nemzetiség           | Nyert párbaj | Vesztett párbaj |
| -------- | -------------------------- | -------------------- | ------------ | --------------- |
| 1        | Jetze Doorman              | Hollandia (NED)      | 5            | 2               |
| 1        | Vilém Goppold von Lobsdorf | Cseh Királyság (BOH) | 5            | 2               |
| 1        | Tóth Péter                 | Magyarország (HUN)   | 5            | 2               |
| 1        | Zulawszky Béla             | Magyarország (HUN)   | 5            | 2               |
| 5        | Gerde Oszkár               | Magyarország (HUN)   | 4            | 3               |
| 6        | Lauritz Østrup             | Hollandia (NED)      | 3            | 4               |
| 7        | Joseph Van der Voodt       | Belgium (BEL)        | 1            | 6               |
| 8        | Sante Ceccherini           | Olaszország (ITA)    | 0            | 7               |

### Döntő
| Helyezés | Vívó                       | Nemzetiség           | Nyert párbaj | Vesztett párbaj |
| -------- | -------------------------- | -------------------- | ------------ | --------------- |
| 1        | Fuchs Jenő                 | Magyarország (HUN)   | 6            | 1               |
| 1        | Zulawszky Béla             | Magyarország (HUN)   | 6            | 1               |
| Bronz    | Vilém Goppold von Lobsdorf | Cseh Királyság (BOH) | 4            | 3               |
| 4        | Szántay Jenő               | Magyarország (HUN)   | 3            | 4               |
| 5        | Tóth Péter                 | Magyarország (HUN)   | 3            | 4               |
| 6        | Werkner Lajos              | Magyarország (HUN)   | 2            | 5               |
| 7        | Jetze Doorman              | Hollandia (NED)      | 1            | 6               |
| 7        | Georges de la Falaise      | Franciaország (FRA)  | 1            | 6               |

Az aranyéremről egyetlen tus döntött.
| Helyezés | Vívó           | Nemzetiség         | Nyert párbaj | Vesztett párbaj |
| -------- | -------------- | ------------------ | ------------ | --------------- |
| Arany    | Fuchs Jenő     | Magyarország (HUN) | 1            | 0               |
| Ezüst    | Zulawszky Béla | Magyarország (HUN) | 0            | 1               |